# Malina
Malina es una película austriaco-alemana de 1991 dirigida por Werner Schroeter sobre un guion de Ingeborg Bachmann y Elfriede Jelinek basada en la novela homónima. que participó en el Festival de Cannes de 1991.

## Reparto
- Isabelle Huppert - La mujer.
- Mathieu Carrière - Malina.
- Can Togay - Ivan.
- Fritz Schediwy - Padre.
- Isolde Barth - Madre.
- Libgart Schwarz - Frl. Jellinek.
- Elisabeth Krejcir - Lina.
- Peter Kern - Búlgaro.
- Jenny Drivala - Cantante de ópera.
- Wiebke Frost - Hermana de la mujer.